# Gunung Puting Beliling
Gunung Puting Beliling är ett berg i Indonesien.   Det ligger i provinsen Aceh, i den västra delen av landet, 1 700 km nordväst om huvudstaden Jakarta. Toppen på Gunung Puting Beliling är 1 296 meter över havet.
Terrängen runt Gunung Puting Beliling är lite bergig. Runt Gunung Puting Beliling är det ganska tätbefolkat, med 155 invånare per kvadratkilometer. I omgivningarna runt Gunung Puting Beliling växer i huvudsak städsegrön lövskog.